# Leo il Leone

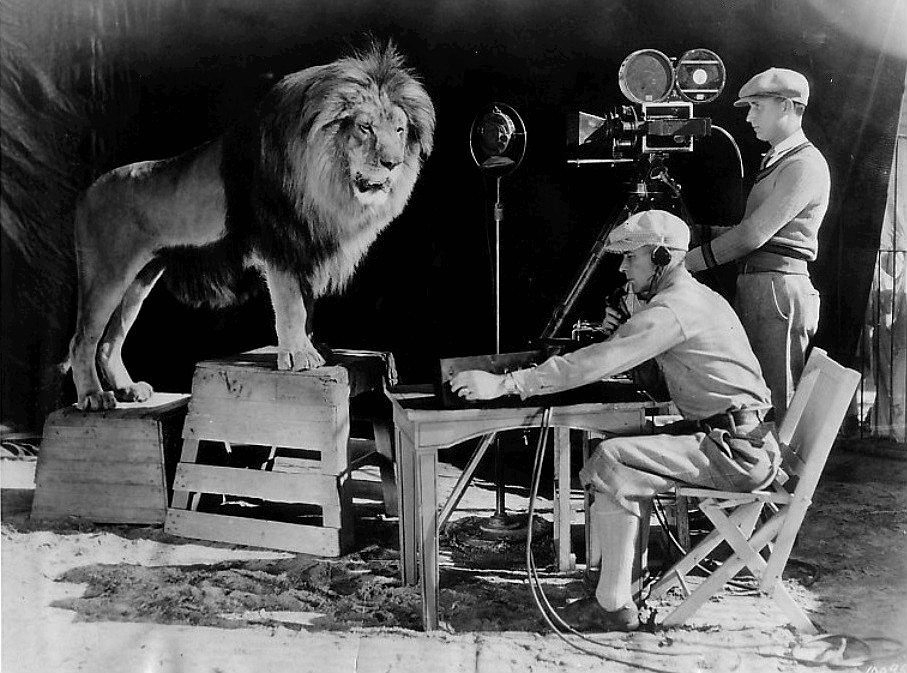
Il ruggito di Jackie è stato registrato per essere utilizzato all'inizio dei film della MGM. Per registrarlo è stato allestito un impianto audio intorno alla sua gabbia.

Leo il Leone è la mascotte dello studio cinematografico hollywoodiano Metro-Goldwyn-Mayer e del suo predecessore Goldwyn Pictures, è stato inserito nel logo dello studio, creato dal direttore artistico della Paramount Studios Lionel S. Reiss.
Dal 1916 e nel tempo lo studio è stato costituito dalla fusione dello studio di Samuel Goldwyn con Metro Pictures di Marcus Loew e la compagnia di Louis B. Mayer nel 1924, sono stati utilizzati sette diversi leoni per il logo MGM. Sebbene MGM abbia fatto riferimento a tutti i leoni usati come "Leo il Leone", solo l'attuale leone è stato effettivamente chiamato "Leo".

## Loghi

### Leone della Goldwyn Pictures (1916-1924) e Slats (1924-1928)

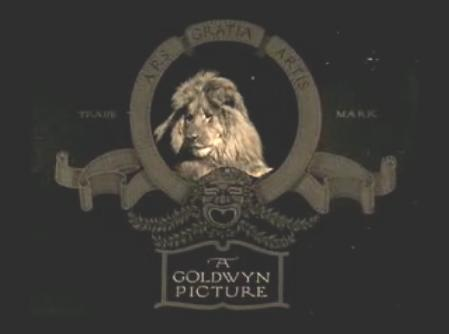
Il primissimo leone simile a Slats apparve nel logo originale della Goldwyn Pictures dal 1916 al 1924.

Slats, addestrato da Volney Phifer, è stato il primo leone utilizzato dallo studio appena formato. Nato allo zoo di Dublino il 20 marzo 1919 e originariamente chiamato Cairbre, Slats è stato utilizzato su tutti i film in bianco e nero della MGM tra il 1924 e il 1928. Il logo originale è stato progettato da Howard Dietz e utilizzato dallo studio Goldwyn Pictures Corporation dal 1916 al 1924 (vedi a sinistra). Il primo film della Metro-Goldwyn-Mayer (nata dalla fusione della Goldwyn Pictures Corporation e della Metro Pictures Corporation) ad utilizzare il logo è stato L'uomo che prende gli schiaffi (1924).
Dietz dichiarò di aver deciso di usare un leone come mascotte della compagnia come tributo alla sua Columbia University, il cui soprannome delle squadre atletiche è "I Leoni"; ha inoltre aggiunto che la canzone da combattimento della Columbia, "Roar, Lion, Roar", lo ha ispirato a far ruggire il leone. A differenza dei suoi successori, ma come il primo leone della Goldwyn Pictures, Slats non fece altro che guardarsi attorno nel logo, rendendolo l'unico leone della MGM a non ruggire; anche se si dice che Volney Phifer abbia addestrato il leone a ruggire su indicazione, il suono sincronizzato non venne utilizzato ufficialmente nei film fino al 1927. Slats morì nel 1936; la sua pelle è attualmente esposta al McPherson Museum di McPherson, Kansas.

### Jackie (1928-1956)

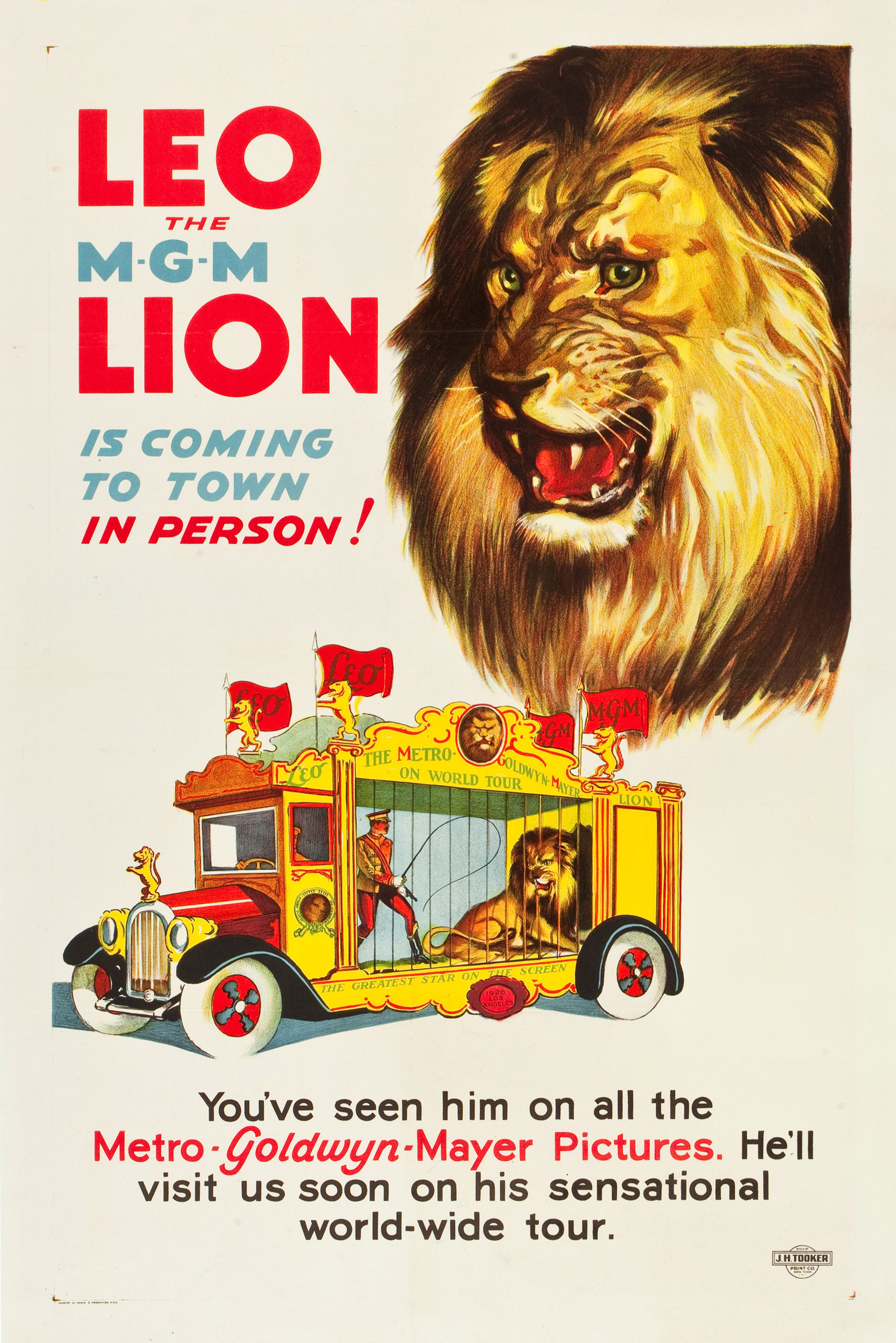
Poster con Jackie che promuove un tour itinerante nel 1928

Jackie, nato nel 1915, addestrato da Mel Koontz, fu il secondo leone usato per il logo MGM. Era un leone selvatico portato dal Sudan, è il primo leone MGM a ruggire. Sono state utilizzate almeno tre diverse registrazioni di ruggiti, ascoltate per la prima volta tramite un disco grammofonico nella prima produzione della MGM con il suono, Ombre bianche (1928). Jackie ruggì / ringhiò tre volte prima di guardare a destra dello schermo (la sinistra del leone); nei primi anni in cui fu usato questo logo (1928-1933), c'era una versione leggermente estesa in cui, dopo aver guardato a destra, il leone guardava in avanti pochi secondi dopo. Jackie è apparso su tutti i film MGM in bianco e nero dal 1928 al 1956, così come nei titoli di testa color seppia del Il mago di Oz (1939).
È apparso anche nei primi cartoni animati in bianco e nero della MGM, come le serie Flip the Frog e Willie Whopper prodotte per MGM dallo studio Ub Iwerks, così come nei cartoni animati Bibì e Bibò, prodotti tra il 1938 e il 1939 . Una variante colorata del logo può essere trovata nella versione a colori di Nel paese delle meraviglie (1934), nota anche come March of the Wooden Soldiers ; una versione animata creata con il rotoscopio apparve nel 1939 Captain and the Cartoon Petunia Natural Park. Per i film Donne verso l'ignoto e La prossima voce (entrambi del 1950), all'inizio è stata utilizzata una cornice fissa del logo. Jackie morì il 26 febbraio 1935, dopo aver sofferto di problemi cardiaci. In seguito sarebbe tornato all'inizio del film Pazzo pazzo West! (1975).
Oltre ad apparire nel logo MGM, Jackie è apparso in oltre un centinaio di film, inclusi i film di Tarzan con Johnny Weissmuller . Jackie apparve anche in una pubblicità con Greta Garbo nel 1926 . Il leone è anche noto per essere sopravvissuto a numerosi incidenti, tra cui una nave che affonda, due incidenti ferroviari, un terremoto e un'esplosione nello studio. Nell'incidente più famoso, un pilota ha dovuto far atterrare il suo aereo e lasciato Jackie bloccato nel deserto dell'Arizona per quattro giorni con dell'acqua e dei panini. Jackie ha quindi ricevuto il soprannome di "Leo il fortunato".

### Telly (1928-1932) e Coffee (1932-1935)
MGM iniziò esperimenti con soggetti corti a due strisce di colore nel 1928. Per queste produzioni vennero utilizzati due diversi leoni. Il primo leone, Telly, è apparso in tutti i film MGM a colori tra il 1928 e il 1932. Il secondo leone, Coffee, è apparso in film a colori tra il 1932 e il 1935 per i cortometraggi di Happy Harmonies, fino a quando la produzione è passata alle riprese in Technicolor a tre strisce. Il gatto e il violino (1934) ebbe brevi sequenze di colori, ma per il resto era in bianco e nero compresi i titoli di coda, quindi venne utilizzato Jackie invece di Coffee.
Una versione estesa in cui appare Coffee ruggire tre volte si trova nel corto Wild People del 1932.

### Tanner (1934-1956)
MGM iniziò a produrre film Technicolor a tre strisce nel 1934. Tanner, addestrato anche lui da Mel Koontz, fu usato su tutti i film della Technicolor MGM (1934-1953) e sui cartoni animati (1935-1958, 1963-1967, ad eccezione di The Dot and the Line del 1965), in sostituzione di Telly e Coffee.
Tanner, la cui prima apparizione fu prima del corto soggetto Holland in Tulip Time (1934), fu il terzo leone più longevo della MGM ad essere usato, per un totale di 22 anni. La sua prima apparizione cinematografica fu prima di Bisticci d'amore, quattro anni dopo, nel 1938. Questa versione del logo che è stata la versione più utilizzata durante l'Età dell'Oro di Hollywood, anche se il colore non è diventato la norma prima degli anni '60.
Oltre ad essere usato come mascotte della MGM, Tanner fece anche la sua apparizione prima del film Countdown for Zorro (1936), cortometraggi dei Tre marmittoni Movie Maniacs (1936), Three Missing Links (1938), You Nazty Spy (1940) e Hold Quel Lion! (1947). Inoltre, tra la metà degli anni '40 e gli anni '60, lo studio di fumetti della MGM usava il ruggito di Tanner come effetto sonoro per molti dei loro cortometraggi animati.

### George (1956-1958)
Il sesto leone, chiamato George, fu introdotto nel 1956 e apparve più spesso di qualsiasi altro leone. Sono state utilizzate due diverse versioni con George; uno con il leone che ruggisce verso la destra dello schermo e poi ruggisce verso la cinepresa, e un altro con il leone che ruggisce verso l'angolo verticale dello schermo. Questo logo aveva uno sfondo nero o marrone scuro / grigiastro, sebbene una variante con sfondo blu sia stata avvistata su Le ali delle aquile (1957). Questo logo apparve anche in alcuni film in bianco e nero.

### Leo (1957-presente)
Leo, il settimo leone, è di gran lunga il leone più utilizzato dalla MGM, essendo apparso sulla maggior parte dei film della MGM dal 1957. Leo è nato nello zoo di Dublino, in Irlanda, come Slats. Era anche il più giovane quando la MGM lo ha filmato ruggendo, quindi la sua criniera era molto più piccola.
Leo fu acquistato dal famoso commerciante di animali Henry Trefflich e addestrato da Ralph Helfer . Oltre ad essere usato come il leone MGM, Leo è apparso anche in altre produzioni come l'epopea religiosa Il re dei re (1961), Il leone (1962), Zebra in the Kitchen (1965), Fluffy (1965), Due ragazzi e un leone (1972); così come in uno spot televisivo per la Dreyfus Investments nel 1961. Leo fece anche diverse apparizioni nella serie TV 1971-72 The Pet Set, dimostrandosi abbastanza gentile da permettere ad una ragazza cieca di accarezzarlo in un episodio.
Vennero utilizzate due diverse versioni di questo logo: una versione "estesa", con il leone che ruggiva tre volte, usata tra il 1957 e il 1960; e la versione "standard", con il leone che ruggisce due volte, usata dal 1960. Nei cartoni di Tom e Jerry diretti da Chuck Jones e pubblicati tra il 1963 e il 1967, fu utilizzato Tanner nella sequenza di apertura invece di Leo, sebbene usando il ruggito di Leo. In alcune stampe televisive del film Due cuori in cielo del 1943, venne sostituito il logo di Jackie con quello di Leo per ragioni sconosciute.
Nel 1965, nel tentativo di aggiornare la sua immagine, MGM reclutò Lippincott per creare un logo più contemporaneo. Il risultato, un'immagine circolare fissa di un leone noto come "Il leone stilizzato", è apparso nella parte anteriore di due film negli anni '60: 2001: Odissea nello spazio e La signora amava le rose, entrambi pubblicati nel 1968. Successivamente, Leo è stato riutilizzato per il logo di apertura. Il leone stilizzato, tuttavia, è stato mantenuto dallo studio come logo stampato, utilizzato dalla pubblicità dello studio della divisione MGM Records, oltre a essere mostrato alla fine dei titolo di credito nella parte delle uscite cinematografiche MGM fino al 1982. Successivamente è stato utilizzato dai casinò MGM Grand . Una versione del logo viene utilizzata dalla società madre, la MGM Resorts International.
Il logo venne mantenuto nel rinnovamento aziendale a seguito dell'acquisizione di United Artists nel 1981, recitando "MGM / UA Entertainment Co."; questo logo apparirà su tutti i film della MGM / UA dal 1983 al 1986 e di nuovo nel 1987 sul film OC e Stiggs, originariamente prodotto nel 1985.
Quando la società iniziò a utilizzare MGM e UA come marchi separati nel 1986, fu introdotto un nuovo logo per la MGM; Nel 1995 venne remixato il ruggito di Leo del 1982, usando la tecnologia audio digitale per fonderlo con molti altri suoni ruggenti; l'effetto sonoro remixato ha debuttato con l'uscita di Corsari (1995). Nel 2001, l'indirizzo del sito Web di MGM, "www.mgm.com", è stato aggiunto nella parte inferiore del logo.
Nel 2012, Shine Studio è stato scelto per ridisegnare e animare il logo in 3D stereoscopico. Shine ha modellato un primo piano dell'occhio di Leo. Tutti gli elementi del logo sono stati quindi ricostruiti in 3D e quindi posizionati su piani diversi per aggiungerne intensità. Il ruggito del 1995 viene riutilizzato mentre il nome dell'azienda viene portato al centro dello schermo. L'indirizzo del sito Web di MGM è stato rimosso, dal momento che MGM non è più dal 2012 un'entità di auto-distribuzione, ma piuttosto una società di produzione. Questo logo è stato utilizzato per la prima volta nel film Skyfall del 2012.

### Logo MGM secondario
MGM ha anche usato un logo secondario, visto nei titoli di apertura e chiusura di molti film classici della MGM. Questo design nasce come logo Metro-Goldwyn Pictures dal 1923 al 1925. Il logo presenta la grafica di un leone reclinabile (da una vista laterale) su un piedistallo su cui è inciso il testo "A Metro-Goldwyn-Mayer Picture". Dietro il leone c'è un nastro semicircolare con il motto "Ars Gratia Artis" ("Arte per l'arte "), su entrambi i lati del piedistallo ci sono delle torce. Questo logo secondario è stato utilizzato nel titolo di apertura e nei titoli finali della maggior parte dei film della MGM dalla metà degli anni '20 fino ai primi anni '60, per poi passare ai titoli di testa dei film fino ai primi anni '80. Questo logo è stato visto l'ultima volta nel film del 1994 That's Entertainment! III .